# Sinergia (revista)
Sinergia es una revista digital argentina dedicada a la ciencia ficción y a la ficción especulativa. Su contenido abarca relatos y ensayos relacionados con estos temas.

## Historia
Sinergia fue primero una publicación no profesional que se editó en Buenos Aires, Argentina, entre 1983 y 1987. Aparecieron 12 números y en ella hicieron sus primeras armas y se afianzaron algunos de los autores que en la década siguiente formarían la columna vertebral de la ciencia ficción y la literatura especulativa de la Argentina. Fue fundada y dirigida por Sergio Gaut vel Hartman y colaboraron en ella Graciela Parini, Carlos A. Sánchez (arte) y entre muchos otros escritores, Carlos Gardini, Angélica Gorodischer, Elvio E. Gandolfo, Mario Levrero, Eduardo J. Carletti, Magdalena Mouján Otaño, Eduardo Abel Giménez y Fernando Morales. 
A partir del invierno de 2007, la revista vuelve a ponerse en circulación, pero en formato web bajo el nombre de "Nueva Sinergia".
- Datos: Q5393528